# Sleep On It
Gli Sleep On It sono stati un gruppo musicale statunitense formatosi a Chicago nel 2012. Erano sotto contratto con la Equal Vision Records, con la quale hanno pubblicato due album. Le pubblicazioni della band in Europa sono state distribuite dalla Rude Records.

## Stile musicale
Lo stile musicale degli Sleep On It è stato definito come pop punk.

## Formazione

### Ultima
- Jake Marquis – chitarra ritmica, cori (2012–2020)
- Luka Fischman – batteria, percussioni (2012–2020)
- TJ Horansky – chitarra solista, cori (2013–2020)
- Zech Pluister – voce (2016–2020)
- Zach Hir – basso (2019–2020)

### Ex componenti
- John Cass – voce (2012–2015)
- AJ Khah – basso (2013–2019)

## Discografia

### Album in studio
- 2017 – Overexposed
- 2019 – Pride & Disaster

### EP
- 2014 – Everything, All At Once
- 2015 – Safe Again
- 2016 – Lost Along the Way

### Singoli
- 2015 – Bright
- 2016 – Burning at Both Ends
- 2016 – Unspoken
- 2016 – See You Around
- 2017 – Distant
- 2017 – Window
- 2017 – Fireworks (feat. Derek DiScanio)
- 2018 – Disconnected
- 2019 – Under the Moment
- 2019 – Hold Your Breath
- 2019 – After Tonight
- 2020 – Falling Further Faster

### Apparizioni in compilation
- 2018 – 2018 Warped Tour Compilation, con Distant